# 苄星青霉素/普鲁卡因青霉素
苄星青霉素/普鲁卡因青霉素，以商品名Bicillin C-R出售，是一种抗生素药物。它含有抗生素苄星青霉素（青霉素G苄星）和普鲁卡因青霉素（青霉素G普鲁卡因）。